# Književnost u 1909.
◄◄ | ◄ | 1906. | 1907. | 1908. | 1909.  | 1910. | 1911. | 1912. | ► | ►►
Arhitektura • Astronomija • Biologija • Film • Fotografija • Glazba • Kazalište • Kemija • Kiparstvo • Knjige • Književnost • Kršćanstvo • Meteorologija • Medicina • Planinarstvo • Politika • Pravo • Promet • Slikarstvo • Strip • Šport • Televizija • Znanost • Zrakoplovstvo • Željeznički promet
Književnost u 1909.

## Svijet

### Nagrade i priznanja
- Nobelova nagrada za književnost:

### Rođenja
- 26. studenog – Eugène Ionesco, francusko-rumunjski književnik i dramatičar († 1994.)

## Hrvatska i u Hrvata

### Književna djela
- Bijeg Milutina Cihlara Nehajeva

## Vanjske poveznice
|  | Zajednički poslužitelj ima još gradiva o temi Književnost u 1909. |